# Turismo UK

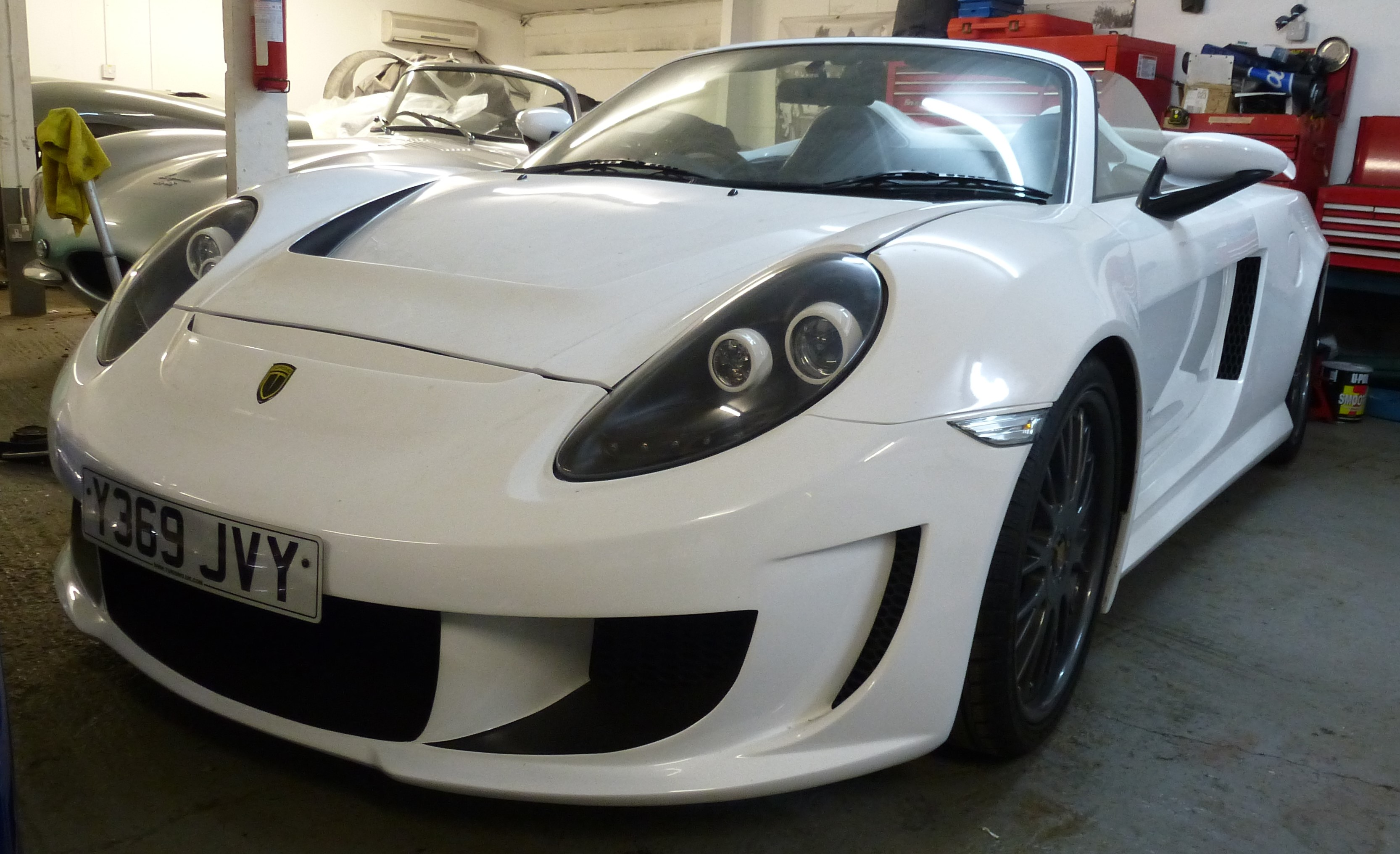
Turismo Avalanche GT

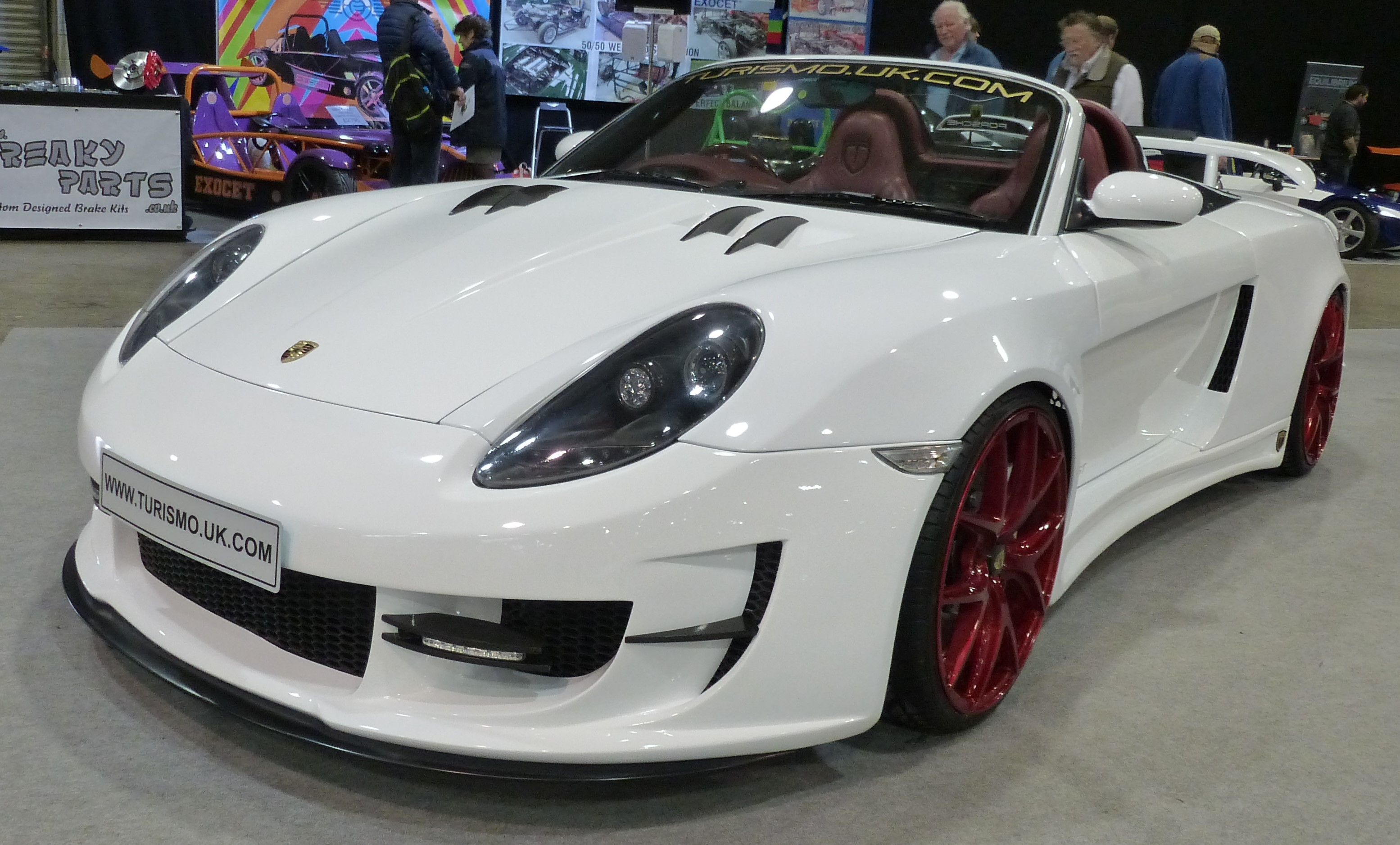
Turismo Evolution GT

Turismo UK ist ein britischer Hersteller von Automobilen.

## Unternehmensgeschichte
Das Unternehmen hat seinen Sitz in Nottingham. 2015 begann die Produktion von Automobilen. 2015, 2016 und 2017 nahm das Unternehmen an der Stoneleigh National Kit Car Show teil. Der Markenname lautet Turismo.

## Fahrzeuge
Im Angebot stehen sportliche Modelle.
Der Avalanche GT basiert auf dem Toyota MR 2. Die offene Karosserie besteht aus glasfaserverstärktem Kunststoff.
Der Evolution GT nutzt als Basis den Porsche Boxster der ersten Generation. Die Optik ist vom Gemballa Mirage GT inspiriert. Verschiedene Teile wie die Rückleuchten stammen vom Porsche 911. Für das offene Fahrzeug ist ein Hardtop erhältlich.
Der 911 GTRS basiert auf dem Porsche 911.